# Margit Sielska-Reich

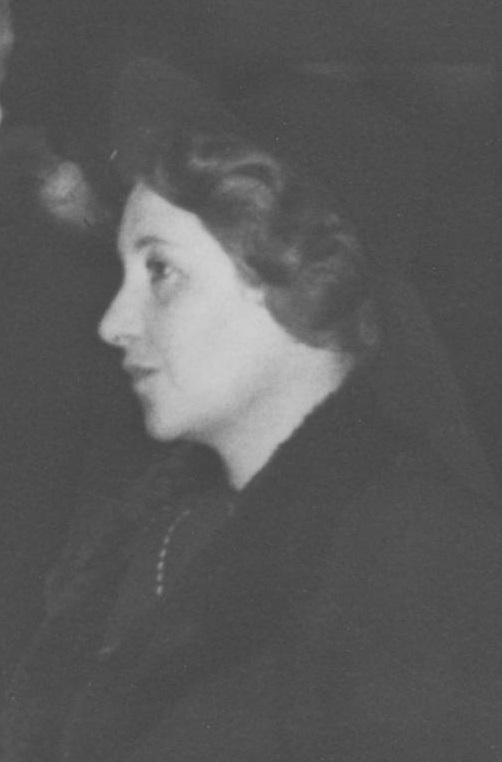
Margit Sielska-Reich (1939)

Margit Sielska-Reich (ukrainisch Марія Сельська, * 26. Mai 1900 in Kolomyja, Österreich-Ungarn; † 3. Februar 1980 in Lemberg) war eine polnisch-ukrainische Malerin und in Lemberg tätig.

## Leben und Wirken
Margit Sielska-Reich war Tochter des Ingenieurs Isaak Reich und seiner Frau Laura. In früher Jugend siedelte sie mit ihren Eltern nach Lemberg um. Sie begann ihr Kunststudium an der Freien Akademie der Bildenden Künste in Lemberg bei Leonard Podhorodecki, Feliks Michał Wygrzywalski und Edward Pietsch. 1920 bis 1922 studierte sie an der Akademie der Bildenden Künste Krakau bei Ignacy Pieńkowski und Władysław Jarocki. Seit 1925 studierte sie weiter an der Akademie der bildenden Künste Wien, danach kam sie nach Paris, wo sie bei Amédée Ozenfant und Fernand Léger studierte und Legers Assistentin wurde. In Paris lernte sie ihren zukünftigen Ehemann, den ukrainischen Maler aus Lemberg Roman Selskyj (ukrainisch Роман Сельський (1903–1993)),  kennen. Margit und Roman kehrten 1929 nach Lemberg zurück, 1931 heirateten sie. 
In Lemberg gründeten sie die Künstlergruppe „artes“ die bald zur Avantgarde der polnischen Kunst gehörte. 1937 besuchten Roman und Margit nochmals Paris. Nach dem Einmarsch sowjetischer Truppen in Lemberg am 22. September 1939 beschäftigten sie sich weiterhin mit der Malerei. 
Die Besetzung Lembergs durch die deutsche Wehrmacht am 30. Juni 1941 bedeutete für Margit wegen ihrer jüdischen Abstammung eine ständige Todesgefahr. 1942 wurde sie mit ihrem Vater und Bruder sowie dessen Ehefrau von der Gestapo verhaftet und kam ins Lemberger Ghetto. Roman war damals als Kirchenmaler tätig. 
Margit Sielska gelang es, aus dem Ghetto zu flüchten, möglicherweise vom Lemberger ukrainischen Maler Roman Turyn freigekauft, und kam mit gefälschten „arischen“ Papieren nach Krakau, dann nach Tarnów und schließlich nach Warschau, wo sie beim Bauingenieur Venčeslav Poniž Zuflucht fand. 1943 wieder in Lemberg, überlebte sie versteckt im Atelier des Malers Sascha Wynnytzky bis zur Flucht der Deutschen und Einmarsch der Sowjets am 27. Juni 1944. 
Seitdem wurden sie wieder Bürger der Ukrainischen Sowjetrepublik. Ihr Mann Roman Selskyj wurde zum Vortragenden an der Lemberger Kunstakademie ernannt, sie malte zu Hause und wurde wie alle Künstler der Sowjetunion zur Praktizierung des Sozialistischen Realismus verpflichtet. Die Wohnung des Ehepaars Sielski wurde zum Treffpunkt freidenkender Lemberger Künstler.